# Javier di Gregorio
Pour les articles homonymes, voir Di Gregorio.
Javier di Gregorio est un footballeur chilien né le 23 janvier 1977 à Mendoza. Il évoluait au poste de gardien de but.

## Biographie

### En équipe nationale
Il est médaillé de bronze lors des Jeux olympiques d'été de 2000. Il ne joue toutefois aucun match lors du tournoi olympique.
Il évolue en équipe de Chili lors d'une rencontre contre Cuba le 16 mai 2007.

## Carrière
- 1998-2000 :  Coquimbo Unido
- 2001 :  Huachipato
- 2002-2003 :  Coquimbo Unido
- 2004 :  Tijuana Trotamundos
- 2004 :  Atlético Mexiquense
- 2005 :  Puerto Montt
- 2007 :  Deportivo Temuco
- 2008 :  Coquimbo Unido
- 2009 :  Deportes Melipilla [3]

## Palmarès
Avec le Chili :
- Médaille de bronze aux Jeux olympiques d'été de 2000